# Семељци
Семељци су насељено место и седиште општине у средишњој Славонији, Осјечко-барањска жупанија, Република Хрватска.

## Историја
До територијалне реорганизације у Хрватској налазили су се у саставу бивше велике општине Ђаково.

## Становништво
На попису становништва 2011. године, општина Семељци је имала 4.362 становника, од чега у самим Семељцима 1.285.

## Попис1991.
На попису становништва 1991. године, насељено место Семељци је имало 1.509 становника, следећег националног састава:
| Попис 1991.‍   | Попис 1991.‍  | Попис 1991.‍ | Попис 1991.‍ | Попис 1991.‍ |
| ------------- | ------------ | ----------- | ----------- | ----------- |
|               |              |             |             |             |
| Хрвати        | Хрвати       |             | 1.435       | 95,09%      |
| Срби          | Срби         |             | 40          | 2,65%       |
| Југословени   | Југословени  |             | 8           | 0,53%       |
| Албанци       | Албанци      |             | 4           | 0,26%       |
| Мађари        | Мађари       |             | 3           | 0,19%       |
| Немци         | Немци        |             | 1           | 0,06%       |
| неопредељени  | неопредељени |             | 10          | 0,66%       |
| непознато     | непознато    |             | 8           | 0,53%       |
| укупно: 1.509 |              |             |             |             |